# フルテメタモル (18F)

ピッツバーグ化合物Bの構造式

フルテメタモル (18F)（Flutemetamol (18F)）は、放射性核種であるフッ素18を含むPET用放射性医薬品で、アルツハイマー病の診断薬として使用される。ピッツバーグ化合物Bの誘導体にあたる。

## 効能・効果
アルツハイマー型認知症が疑われる認知機能障害を有する患者の脳内アミロイドベータプラークの可視化
※無症候者でのアルツハイマー型認知症の発症予測には用いられない。

## 副作用
重大な副作用にアナフィラキシー（0.1%）がある他、心窩部不快感、潮紅、高血圧、頭痛、悪心が発生し得る。

## 作用機序
静脈内注射後、フルテメタモルは脳のアミロイドβに集積する。これをポジトロン断層法（PET）で撮像することでアミロイドβ集積部位が可視化できる。

## 製造と送達
フルテメタモル（18F）は、5 - 6時間で製造され、その後、品質試験を経て、直ちに流通させることができる。届けられた医療機関ではフルテメタモール（18F）の有効期限内に使用される。有効な時間が限られているので、フルテメタモルは注文が入ってからでなと製造されない。

## 薬物動態
注射後に徐々に血中から消失する。血中薬物濃度（放射線量補正後）は投与後5分で74.9％，投与後30分で8.3％，投与後90分で1.7％である。臓器へは当初（投与後5分）は脳、肺、肝臓に高濃度に分布し、脳と肺からは速やかに消失する:20。したがって、投与後1 - 2時間でアミロイドβ集積部位を低ノイズで視覚化可能となる。その後は排泄経路にあたる消化管と膀胱での濃度が高くなる。投与後4.5時間までの放射能排泄率は、尿中へ平均40%、糞中へ平均32%である:22。
肝臓ではS9分画（CYP450）でN-脱メチル化されると推定されている:21。

## 臨床試験
フルテメタモル（18F）については、2つの臨床試験が行われた。第1の臨床試験では、末期患者にフルテメタモルを投与した際のPET検査と、死後に行われた大脳皮質のアミロイド斑密度の標準的な評価とが比較された。第2の試験では、フルテメタモルを用いたPET検査の読影者内再現性が評価された。

### 臨床試験1
この試験で撮影された176名の患者の年齢中央値は82歳で、そのうち57名が女性であった。初回のフルテメタモルPET検査では、脳内のコルチゾールとアミロイドの状態について43名が陽性、25名が陰性という結果であった。最初の患者のうち69名は、フルテメタモールPET検査後13か月以内に死亡した。そのうち67名の患者の剖検では、全脳のアミロイド斑密度のカテゴリーが決定された。これら67名の患者のうち、41名が陽性、26名が陰性であった。この結果は生前のPET検査と相関が有った。

### 臨床試験2
2つ目の臨床試験には、中央値72歳の被験者276名が参加した。この試験では、さまざまな認知機能障害を持つ他の被験者を対象に、試験1で得られたPET検査結果を用いて、フルテメタモルの画像解釈に関する電子トレーニングプログラムの有効性を測定した。最終結果は、フライスのκ係数が0.83となり、事前に規定した水準をクリアした。

## 参考資料
1. 1 2  “Neue Wirkstoffe – Flutemetamol” (German). Österreichische Apothekerzeitung (17/2014):  43. (18 August 2014).
2. 1 2 3  “ビザミル静注 添付文書”. www.info.pmda.go.jp.   PMDA. 2021年5月25日閲覧。
3. ↑  “FDA Press Release”. FDA. 2016年11月17日閲覧。
4. ↑  “Manufacturing and Distribution | Vizamyl (Flutemetamol F 18 Injection)”. www.gevizamyl.com. 2016年11月21日閲覧。
5. 1 2 3  “ビザミル静注 インタビューフォーム”.   PMDA. 2021年5月26日閲覧。
6. ↑  “Efficacy and Safety | Vizamyl (Flutemetamol F 18 Injection)”. www.gevizamyl.com. 2016年11月20日閲覧。
7. 1 2  “GE Vizamyl”. gevizamyl. 2016年11月20日閲覧。